# Mesopolobus mesostenus
Mesopolobus mesostenus är en stekelart som beskrevs av Graham 1969. Mesopolobus mesostenus ingår i släktet Mesopolobus och familjen puppglanssteklar.
Artens utbredningsområde är:
- Nederländerna.
- Sverige.

Arten är reproducerande i Sverige. Inga underarter finns listade i Catalogue of Life.